# New Horizon Interactive
Pour les articles homonymes, voir Horizon et New Horizons.
New Horizon Interactive était une société de logiciel graphique interactif spécialisée dans la production et la maintenance de 
jeu en ligne massivement multijoueur. Elle s'associa à RocketSnail pour développer le site Club Penguin.
L'entreprise a été fondée en 2005[réf. nécessaire].
Le 1er août 2007, la société est rachetée par le Walt Disney Internet Group pour 350 millions de $ devenant une filiale de la  Walt Disney Company,. 
Le 21 avril 2015, des licenciements sont annoncés chez New Horizon Interactive.